# 三窪美夢
三窪 美夢（みくぼ みむ、1989年11月27日 - ）は、日本のYouTuber、俳優、シンガーソングライター、田原俊彦研究家。東京都新宿区出身。A型。

## 来歴
- 大学卒業後、ライター、飲食店経営などを経てYouTuberとして2021年4月「田原俊彦の魅力を発信」をテーマにYouTubeチャンネルを開設。のちにチャンネル名を【みむチャンネル】へ変更。田原俊彦研究家として発信する傍ら、自身のその他の活動についても発信している。
- 音楽家として、以下をリリース。
  - 2022年1月、きんのすけ The Rapper 1st single「I WILL PAY PAY PAY」にfeat.マイメンとして客演。
  - 2023年1月、きんのすけ The Rapper 2nd single「THE STAR」にfeat.美夢として客演、作詞提供。
  - 2023年11月、美夢として1st single「Live Again」をリリース。（作詞:美夢 作曲:GOMESS）
  - 2023年12月、きんのすけ The Rapper 3rd single「THE GAME」にfeat.美夢として客演、作詞提供。
  - 2025年3月、2nd single「STRAIGHT LOVE」をリリース。（作詞:美夢 作曲:suenami hiroshi）

- 俳優として2024年9月、舞台「ナビゲーション」[注 1]にて俳優デビュー。Wキャストで二役を務めた[3]。

## ディスコグラフィー

### デジタル・シングル
|     | 発売日         | タイトル      | 規格                   | 収録アルバム |
| --- | -------------- | ------------- | ---------------------- | ------------ |
| 1st | 2023年11月27日 | Live Again    | デジタル・ダウンロード |              |
| 2nd | 2025年3月6日   | STRAIGHT LOVE | デジタル・ダウンロード |              |

### ミュージックビデオ
|     | 公開日         | タイトル      | 規格    |  |
| --- | -------------- | ------------- | ------- |  |
| 1st | 2023年11月26日 | Live Again    | YouTube |  |
| 2nd | 2025年3月14日  | STRAIGHT LOVE | YouTube |  |

### 参加作品
- 2022年1月27日 きんのすけ The Rapper 「I WILL PAY PAY PAY（feat.マイメン）」
- 2023年1月30日 きんのすけ The Rapper 「THE STAR（feat. Haru.Robinson,Tonal,芦名勇舗 & 美夢）」
- 2023年12月7日 きんのすけ The Rapper 「THE GAME (feat. 栗之助, Haru.Robinson, 美夢 & せりざわりの)」

## 人物
- 「You are the hero of your life.（自分の人生、自分が主人公だ）」をモットーに主人公で生きる人を生み出すための発信活動を行っている。
- 中学3年時より田原俊彦を師と仰ぎ、田原俊彦研究家として彼の生き様を独自に20年以上研究し続けている。
- 田原俊彦研究家としては、2023年頃より「人生で大切なことはすべて田原俊彦が教えてくれた。（仮）」の商業出版を直近の目標に活動している。

## 出演

### 舞台
- 舞台「ナビゲーション」（2024年9月 シアターグリーン BOX in BOX THEATER[3]）- 矢島龍平・尾崎慎吾 役[5]

### MV
- 「THE STAR (feat. Haru.Robinson, Tonal, 芦名勇舗＆美夢）」（きんのすけ The Rapper）